# دفتر ایام
دفتر ایام کتابی از عبدالحسین زرّین‌کوب است که مجموعه‌ای از مقاله‌ها، گفتارها، اندیشه‌ها و جستجوهای وی است.